# Stvar
Stvar u građanskopravnom smislu razumijevaju se materijalni dijelovi prirode, koji se mogu osjetilima primijetiti, koji su prostorno ograničeni i koji postoje u sadašnjosti, ili za njih postoje pretpostavke da će doista nastati u budućnosti.
Zakon o vlasništvu i drugim stvarnim pravima stvar definira kao tjelesne dijelove prirode različite od ljudi koji služe ljudima za uporabu.

## Poveznice
- Objekt (razdvojba)